# Михалевич, Алексей Анатольевич
Алесь (Алексей) Анатольевич Михалевич (бел. Алесь Анатольевіч Міхалевіч; род. 15 мая 1975, Минск) — белорусский общественный и политический деятель, юрист, адвокат Чешской палаты адвокатов, кандидат в президенты Республики Беларусь на выборах 2010 года.

## Биография

### Происхождение
Родился в Минске в семье научных сотрудников Национальной академии наук Беларуси (тогда Академии наук БССР) Анатолия Алексеевича и Людмилы Степановны Михалевичей. Оба дедушки Михалевича служили в советской армии и погибли в ходе Великой Отечественной войны.

### Образование
Учился в математической школе № 19 г. Минска, Белорусском гуманитарном лицее, Белорусском Институте Правоведения.
В 1997 году окончил юридический факультет Белорусского государственного университета по специальности «политолог-юрист». Стажировался в Варшавском (Польша) и Оксфордском (Англия) университетах.
В мае 2013 года защитил докторскую диссертацию на тему «Партии и политические движения в посткоммунистической трансформации» в Польской академии наук и был утверждён в звании доктора политологии.

### Карьера
Во время учёбы в университете возглавлял generation.by — общественную организацию, защищающую права учащихся белорусских вузов. В 1997 году, по окончании университета, создал и возглавил организацию, которая занималась молодёжными обменами и туризмом и благодаря которой более 2000 молодых людей смогли побывать в странах Западной и Центральной Европы.
С 2000 года работал заместителем директора, генеральным директором СП «Аркадия», специализировавшегося на туристическом бизнесе. В связи с участием руководителя предприятия в парламентских выборах 2004 года сама компания стала объектом многочисленных проверок и инспекций. Седьмая проверка привела Алеся Михалевича к решению покинуть пост генерального директора СП «Аркадия».
С 2005 года — антикризисный управляющий, аккредитованный Министерством экономики РБ.
В 2007—2008 годах — юрисконсульт Ассоциации инвалидов войны в Афганистане.
В 2008—2010 годах — юрист Белорусского независимого профсоюза.
С 2010 года — директор Агентства переводов и юридических услуг.

## Политическая деятельность

### До участия в президентской кампании
В 2004—2008 годах — заместитель председателя партии БНФ. После выдвижения на пост председателя партии в 2008 году и предложения программы по её реформированию исключён из организации за публичную критику руководства.
С 2003 по 2007 год — депутат Пуховичского районного совета Минской области, координатор Ассамблеи депутатов местных советов. В то же время — издатель газеты «Регион» (Марьина Горка Минской области), инициатор ряда решений по расширению полномочий органов местного самоуправления.
27 января 2010 года публично объявил о начале своей кампании по выдвижению на пост президента Беларуси в качестве независимого кандидата.

### Президентские выборы 2010 года
27 мая 2010 года представил тезисы своей предвыборной программы «Беларусь: стратегия эволюции». Программа включала в себя три основных раздела: экономический рост, эффективное государство и активное общество.
24 августа 2010 года возглавил объединение «За модернизацию», впоследствии перерегистрированное в Чехии как «Ассоциация за модернизацию». По замечанию белорусского политолога Виктора Мартиновича, «модернизация была сутью программы Михалевича как кандидата в президенты».
17 сентября единый кандидат от оппозиции на президентских выборах 2006 года, лидер движения «За свободу» Александр Милинкевич заявил об отказе баллотироваться во второй раз и объявил о поддержке кандидатуры Михалевича. Также Милинкевич поддержал участие в выборах кандидата от партии БНФ Григория Костусева и заместителя председателя партии «Зелёные» Юрия Глушакова, в дальнейшем вышедшего из избирательной кампании.
27 сентября 2010 года Центральной Избирательной Комиссией РБ была зарегистрирована инициативная группа по выдвижению Михалевича в президенты. Численность инициативной группы политика составила 1795 человек. 25 октября инициативная группа преодолела рубеж в 100 000 подписей, необходимых для регистрации кандидатом в президенты. Итоговое число собранных подписей составило свыше 125 тысяч но, в комиссию подано 120 531 из которых ЦИК было принято 111 399.
18 ноября Михалевич был зарегистрирован кандидатом в президенты Республики Беларусь на выборах 2010 года.
По данным социологических опросов НИСЭПИ, за время избирательной кампании рейтинг Михалевича вырос с 2,4 % до 6,4 %, что ставило его на четвёртое место по популярности среди всех претендентов на президентский пост.
Согласно итоговым данным ЦИК, Михалевич получил поддержку 1,02 % всех избирателей, что почти в два раза меньше числа людей, подписавшихся в поддержку его выдвижения. Официальные результаты голосования не были признаны наблюдателями ОБСЕ, Европейским союзом, Канадой и США, а также вызвали критику со стороны ООН.
Спустя несколько дней после выборов, в эфире Первого канала российского телевидения был показан ролик, сделанный скрытой камерой на 48 избирательном участке Минска. В ролике член избирательной комиссии несколько раз уточняет у коллег, в какую стопку класть бюллетень с голосом за Михалевича, при том, что согласно официальным данным, на данном участке за него никто не проголосовал.

### Арест, заявление о пытках и эмиграция
Через несколько часов после закрытия избирательных участков, Михалевич был задержан у себя дома и доставлен в СИЗО КГБ. Спустя несколько дней стало известно, что Михалевич проходит подозреваемым по делу об организации массовых беспорядков в Минске. 11 января 2011 года Amnesty International признала Михалевича узником совести. За время пребывания политика в заключении, его адвокаты Олег Агеев и Тамара Сидоренко были последовательно лишены адвокатских лицензий и исключены из Минской городской коллегии адвокатов по требованию Министерства юстиции Беларуси. Это спровоцировало кризис в коллегии и привело к отставке её председателя Александра Пыльченко, отказавшегося подчиниться представлению Минюста.
Спустя два месяца после ареста Михалевич был выпущен из СИЗО КГБ Беларуси под подписку о невыезде, после чего провёл резонансную пресс-конференцию, на которой сообщил о том, что условием его освобождения стало данное под пытками согласие на последующее сотрудничество со спецслужбами. В ходе выступления, Михалевич заявил о разрыве этого соглашения и о намерении проинформировать Комитет против пыток ООН об обстоятельствах своего задержания и нахождения в следственном изоляторе КГБ. В дальнейшем, заявление Михалевича о применении пыток поддержали многие задержанные и осуждённые по делу об организации массовых беспорядков, среди которых были экс-кандидаты в президенты Владимир Некляев и Андрей Санников, руководитель избирательной кампании Санникова Владимир Кобец, редактор сайта «Хартия’97» Наталья Радина и другие.
По прошествии нескольких дней после пресс-конференции, Алесь Михалевич тайно покинул территорию Беларуси и попросил политического убежища в Чехии. 23 марта 2011 года МИД Чехии сообщил об удовлетворении запроса политика. В ответ белорусская прокуратура объявила Михалевича в международный розыск по линии Интерпола, который центральный офис организации в итоге отказался выполнять как политически мотивированный.
Осенью того же года созданная Парламентом Канады организация «Международный центр прав человека и демократического развития» отметила достижения Михалевича в правозащитной деятельности вручением премии имени соавтора Всеобщей декларации прав человека профессора Джона Хамфри.
В эмиграции Михалевич сосредоточился на академической деятельности и информировании международного сообщества о положении политзаключённых в Беларуси. Известно, что он выступил с лекциями по политической ситуации в Восточной Европе в ряде североамериканских и западноевропейских высших учебных заведений, в частности, в университетах Торонто, Нью-Йорка, Монреаля, Маастрихта, Праги и других городов.
В октябре 2014 года Михалевич обратился с просьбой восстановить его членство в партии БНФ в специальном письме к делегатам партийного съезда. Несмотря на сопротивление председателя партии Алексея Янукевича, съезд большинством голосов проголосовал за удовлетворение данного запроса.

### Возвращение в Беларусь
В сентябре 2015 года Алесь Михалевич вернулся в Беларусь, несмотря на свой статус обвиняемого по делу о массовых беспорядках, выехав в Минск на прямом поезде из Вильнюса. В ходе прохождения паспортного контроля на станции Гудогай Михалевич был задержан белорусскими пограничниками как лицо, находящееся в национальном розыске, однако спустя несколько часов был отпущен под подписку о невыезде с обязательством явиться на допрос в Следственный комитет. Комментируя причины возвращения из политической эмиграции, Михалевич сообщил о своём желании воссоединиться с семьёй и напомнил, что давно обещал вернуться в Беларусь при условии освобождения всех белорусских политзаключённых.
По прибытии в Минск Михалевич подал ходатайство о прекращении в отношении него уголовного дела, в чём ему было отказано. Таким образом, в настоящее время он остаётся единственным обвиняемым по делу об организации массовых беспорядков в ночь после президентских выборов 2010 года.
В сентябре 2020 года Михалевич вошёл в расширенный состав Координационного совета белорусской оппозиции.

## Личное
Разведён, отец двух дочерей.
Владеет английским, немецким и польским языками. Основные хобби: рок-музыка, историческая литература, путешествия и игра в сквош.
Известен своим пристрастием к курению кальяна. По собственному признанию, приобрёл эту привычку в возрасте 25 лет от друзей-востоковедов.
Сотрудники отдела ЗАГС отказались оформлять документы на имя «Алесь», которое было дано политику родителями при рождении. В связи с этим в свидетельстве о рождении появилось имя «Алексей», которое теперь указано как в паспорте, так и в прочих документах, выданных Михалевичу официальными учреждениями.